# Virginia Ramos
Virginia Ramos (Jalisco, México, 1953 - San Francisco, 27 de septiembre de 2018), conocida también como  Tamale Lady, fue una chef estadounidense de origen mexicano. Fue considerada como un "icono de la ciudad" de San Francisco.
En 1980, emigró a los Estados Unidos y comenzó a vender tamales en los bares de San Francisco a principios de los 90 para mantener a sus siete hijos. Vendió tamales en varios bares de San Francisco, como el Zeitgeist o el Lucky 13, a pesar de que se le prohibió oficialmente hacerlo en 2013 porque no tenía licencia. A partir de ahí, el supervisor del Distrito 9, David Campos, inició una campaña de recaudación para que Ramos pudiera tener un local propio. Su construcción estaba prevista para el abril de 2018.
Su muerte fue anunciada por el senador Scott Wiener.